# Stef Wauters
Stef Wauters (Geetbets, 12 mei 1967) is een Vlaamse journalist en nieuwsanker voor VTM.
Stef Wauters was naast nieuwsanker tussen 2003 en 2010 de hoofdredacteur van VTM Nieuws. Ook werkte hij mee aan andere actualiteitsprogramma's van de zender, zoals Wetstraat 16 en Het Jaar van Het Nieuws. Hij is naast nieuwsanker de broer van Jan Wauters en de vaste presentator van de omkaderingsprogramma's rond het Belgisch voetbalelftal.

## Biografie
Stef Wauters studeerde Romaanse talen aan de Katholieke Universiteit Leuven en deed zijn eerste journalistieke ervaring op bij het studentenblad Veto. Wauters verschijnt voor het eerst op televisie in november 1992 wanneer hij als woordvoerder van STeR, de Studenten tegen Racisme, wordt geïntervieuwd in het VTM Nieuws tijdens een tegenbetoging van Leuvense studenten tegen een manifestatie van het Vlaams-nationalistische NSV.
Na zijn studies Romaanse en Wijsbegeerte opteerde hij voor een stage bij de VRT. In 1993 kwam Stef vervolgens terecht op de VRT-sportredactie. Zijn professioneel debuut op het scherm volgde een jaar later, als sportjournalist tijdens de ochtendjournaals over de Wereldbeker voetbal in de Verenigde Staten.
In 1995 verliet Wauters de openbare omroep en ging hij werken bij het sportkanaal Supersport van betaalzender FilmNet. Na het opdoeken van Supersport, twee jaar later, keerde hij terug naar de Reyerslaan, ditmaal als journalist op de tv-nieuwsredactie.
In 1999 presenteerde Wauters voor het eerst Het Journaal, als vervanger van Dirk Sterckx. Na de doorgevoerde vernieuwing van de nieuwsuitzending in 2002 groeide hij uit tot een van de ankers van Het Journaal. Stef Wauters maakte in september 2003 de overstap naar de nieuwsdienst van commerciële zender
VTM.
Van 2003 tot 2010 was hij niet alleen nieuwsanker maar ook hoofdredacteur bij VTM nieuws.
in 2021 ontving hij de Wablieft-prijs voor duidelijk taalgebruik.